# Denise Donatelli
Denise Donatelli (Allentown, Pennsylvania, ca.1950) is een Amerikaanse jazzzangeres.

## Biografie
Denise Donatelli groeide op in South Whitehall Township in Lehigh County in de staat Pennsylvania. Ze begon op haar derde piano te spelen en kreeg zo'n vijftien jaar lang klassiek pianoles van Ralph Kemmerer (die ook les gaf aan Keith Jarrett). Ze trouwde en kreeg kinderen en hield zich jaren lang niet op professionele wijze met muziek bezig. Na haar scheiding, eind jaren tachtig vertrok ze naar Atlanta. Hier zong ze een keer liedjes tijdens een jamsessie met Russell Malone en al vrij snel daarna had ze een bijbaantje te pakken, als jazzzangeres in het Ritz Carlton Hotel. Ze kwam in contact met Neal Hefti en werd dankzij hem actief als studiozangeres van promo's voor televisieseries en commercials. In 2005 kon ze haar eerste plaat opnemen, In the Company of Friends (Jazzed Media). In 2008 volgde het album What Lies Within (Savant Records). Voor haar platen When Lights are Low (2010, met arrangeur Geoffrey Keezer) en Soul Shadows (2012) kreeg ze in totaal drie Grammy-nominaties.
Donatelli heeft getoerd en/of  opgetreden met onder andere Bill Cunliffe, Bill Mays, Roger Kellaway, Tamir Hendelman, Julian Lage, Bob Sheppard, Joe LaBarbera, Marvin 'Smitty' Smith en Alf Clausen.

## Prijzen en onderscheidingen
- Jazz Vocalist of the Year, Los Angeles Jazz Society (2012)

## Discografie
- Soul Shadows (CD) (2012) Savant Records
- Bill Cunliffe: That Time of Year (CD) (2011)
- When Lights Are Low (CD) (2010) Savant Records
- What Lies Within (CD) (2008) Savant Records
- In the Company of Friends (CD) (2005) Jazzed Media